# Fortalesa de Meghrí
La fortalesa de Meghrí (armeni: Մեղրու բերդ, Meghrú berd), és una fortalesa medieval, situada en el cim d'una serra propera al nord de la població de Meghrí a la província de Siunik, d'Armènia i propera a la frontera amb Iran. Està inclosa en la llista de monuments de la història i la cultura en Meghrí. Es va reconstruir al segle xviii.

## Història
La fortalesa de Meghrí va ser esmentada per primera vegada en l'any 1083. A causa de la composició arquitectònica de la fortalesa de Meghrí és un exemple únic de la fortificació de l'art armeni. Els murs de la part de la serralada, van ser substituïts per les mateixes roques dels alts pendents naturals de pedres de granit sense polir. Amb les quals també es van construir sis torres fortificades, quatre d'elles rodones amb un diàmetre exterior de 5,5 metres, i les altres dos rectangulars. Es van utilitzar bigues de roure en tot el perímetre de les torres per protegir el castell en cas de terratrèmol. Les torres tenien dos pisos, estaven situades a tot al voltant de la fortalesa amb punts de tir. A la fi de l'edat mitjana, quan les armes de foc van entrar en ús, des de les torres es podia protegir la ciutat. La part sud de la ciutat estaba protegida pel curs del riu Meghrí i les torres d'altres edificis amb la funció única de fer una espècie de barrera.